# Корочанский уезд
Короча́нский уе́зд — административно-территориальная единица Русского царства, Российской империи и РСФСР. Уезд входил в состав Белгородской губернии (1727—1779), Курского наместничества (1779—1796) и Курской губернии (1796—1924). Уездным центром был город Короча.

## История
Корочанский уезд известен по писцовым описаниям как административно-территориальная единица с середины XVII века. К Корочанскому уезду относились близлежащие поселения к Короче, одной из городов-крепостей Белгородской черты. Город с уездом входил в состав Белгородского разряда. Корочанский уезд формально был упразднён как административно-территориальная единица в 1708 году в ходе областной реформы Петра I, Короча вошла в состав Киевской губернии «для близости к Киеву» .
В 1719 году губернии были разделены на провинции, Короча была приписана к Белгородской провинции Киевской губернии. 
В 1727 году из состава Киевской губернии была выделена Белгородская губерния, состоящая из Белгородской, Орловской и Севской провинций. Корочанский уезд был восстановлен в составе Белгородской провинции Белгородской губернии.
В 1779 году в результате губернской реформы Екатерины II Белгородская губерния была упразднена. Корочанский уезд, границы которого были пересмотрены (в частности, в его состав вошёл упразднённый Яблоновский уезд), вошёл в состав Курского наместничества.
В 1796 году Курское наместничество было преобразовано в Курскую губернию. Часть территории Корочанского уезда была передана в Старооскольский уезд, но к Корочанскому уезду была присоединена часть Новооскольского уезда и небольшая территория, отошедшая от упразднённого Харьковского наместничества.

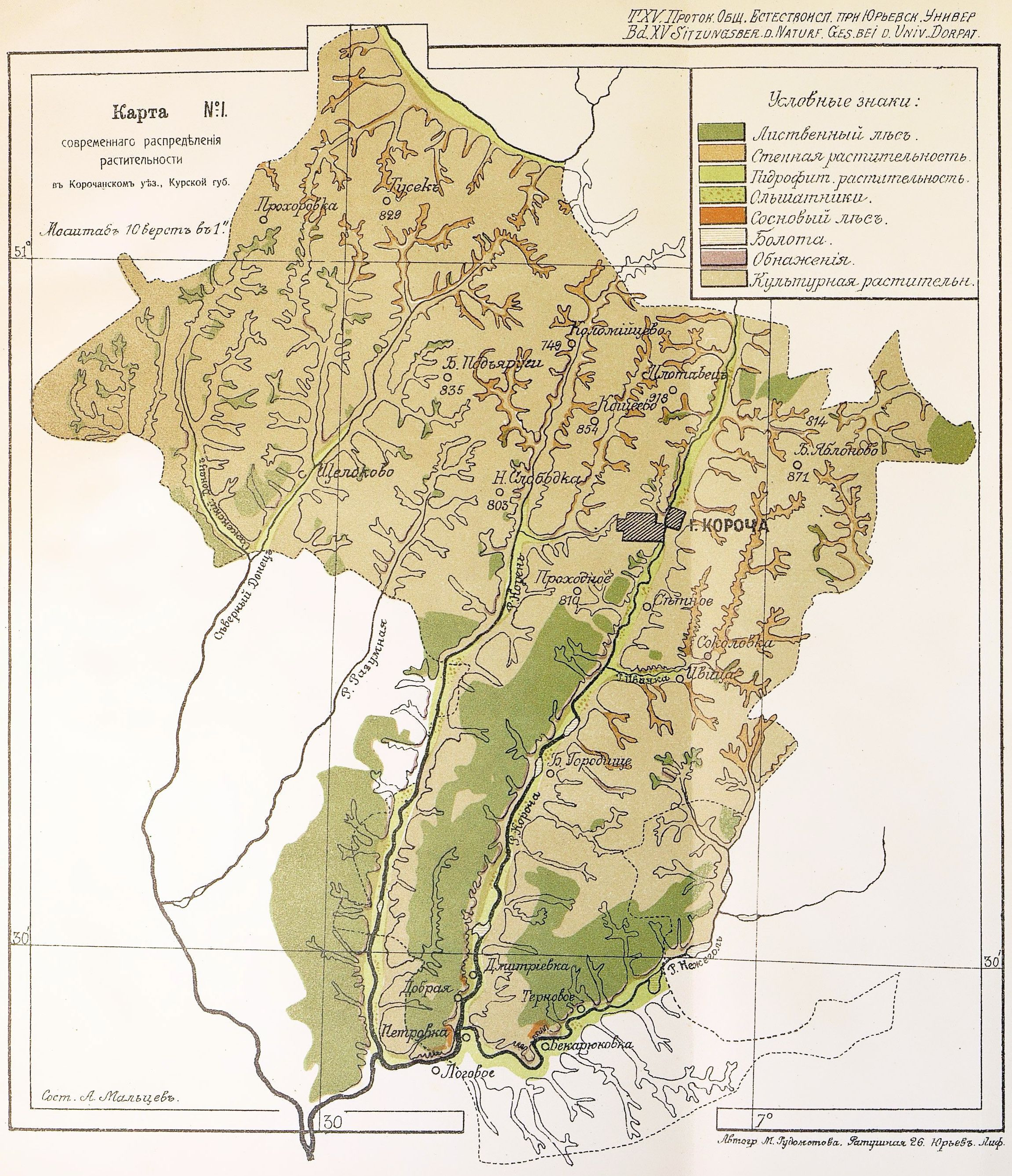
Растительность Корочанского уезда в начале XX века

В 1802 году в связи с восстановлением уездов, упразднённых в 1796 году, границы Корочанского уезда были в очередной раз пересмотрены.
C 1802 по 1924 год Корочанский уезд существовал без значительных территориальных изменений.
В 1918 году несколько волостей Корочанского уезда были оккупированы войсками Германской империи. В период между 1918 и 1924 годами многократно пересматривался состав и названия входивших в уезд волостей и сельсоветов.
По постановлению Президиума ВЦИК от 12 мая 1924 года Корочанский уезд был упразднён, а его территория практически полностью вошла в состав укрупнённого Белгородского уезда.
В 1928 году, после ликвидации Курской губернии и перехода на областное, окружное и районное деление, был создан Корочанский район, вошедший в Белгородский округ Центрально-Чернозёмной области.

## Административное деление
В 1890 году в состав уезда входило 11 волостей
| № п/п | Волость          | Волостное правление | Число селений | Население |
| ----- | ---------------- | ------------------- | ------------- | --------- |
| 1     | Зимовенская      | сл. Зимовенка       | 20            | 11380     |
| 2     | Купинская        | с. Репное           | 15            | 11581     |
| 3     | Неклюдовская     | сл. Неклюдово       | 11            | 7110      |
| 4     | Нечаевская       | с. Нечаево          | 15            | 12383     |
| 5     | Ново-Оскочанская | с. Ново-Оскочное    | 9             | 6556      |
| 6     | Ново-Слободская  | с. Новая Слобода    | 21            | 18657     |
| 7     | Подолешанская    | с. Подольхи         | 29            | 14393     |
| 8     | Пригородная      | сл. Погореловка     | 49            | 19283     |
| 9     | Радьковская      | сл. Радьковка       | 24            | 12940     |
| 10    | Шаховская        | с. Шахово           | 26            | 15585     |
| 11    | Яблоновская      | с. Яблоново         | 12            | 16433     |